# Brunnadern
Brunnadern is een plaats en voormalige gemeente in het Zwitserse kanton Sankt Gallen en maakt deel uit van het district Toggenburg.

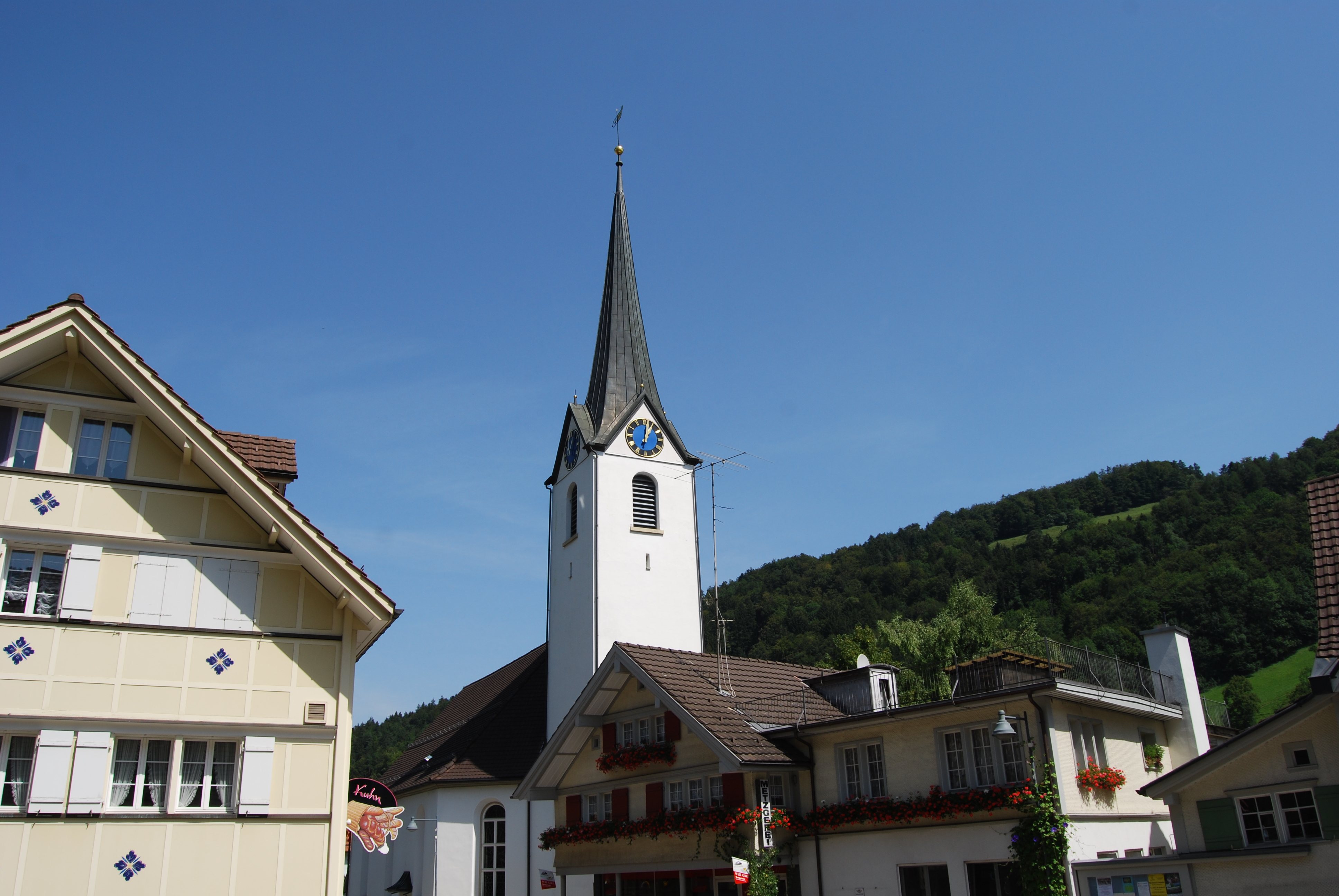
Brunnadern

Brunnadern telt 889 inwoners.
- Gemeinsame Normdatei: 4433619-6
- Historisch woordenboek van Zwitserland: 001381
- Library of Congress Control Number: n94035560
- Nationale Bibliotheek van Israël: 987007535554505171
- Virtual International Authority File: 150250520